# کولیر منور-کرست‌هی‌ون (فلوریدا)
کولیر منور-کرست‌هی‌ون (به انگلیسی: Collier Manor-Cresthaven) یک منطقهٔ مسکونی در ایالات متحده آمریکا است که در شهرستان براوارد، فلوریدا قرار دارد. کولیر منور-کرست‌هی‌ون ۳٫۰ کیلومتر مربع مساحت و ۷٬۷۴۱ نفر جمعیت دارد.